# Újfegyvernek
Újfegyvernek (Fegernicu Nou), település Romániában, a Partiumban, Bihar megyében.

## Fekvése
Alsótótfalu közelében fekvő település.

## Története
Újfegyvernek, Fegyvernek nevét 1888-ban említette először oklevél Fegyvernek puszta néven.
1948-tól Újfegyvernek néven írják.

## Itt születtek
- Szilágyi N. Sándor (Újfegyvernek, 1948. augusztus 15.) - nyelvész